# Noce di Benevento
(Formula magica che molte donne accusate di stregoneria riferirono durante i processi.)
Il noce di Benevento era un antico e frondoso albero di noce consacrato al dio germanico Odino, presso il fiume Sabato, intorno al quale si riuniva una comunità di Longobardi stanziati nei pressi di Benevento a partire dal VI secolo, nei territori originariamente abitati dai Sanniti.

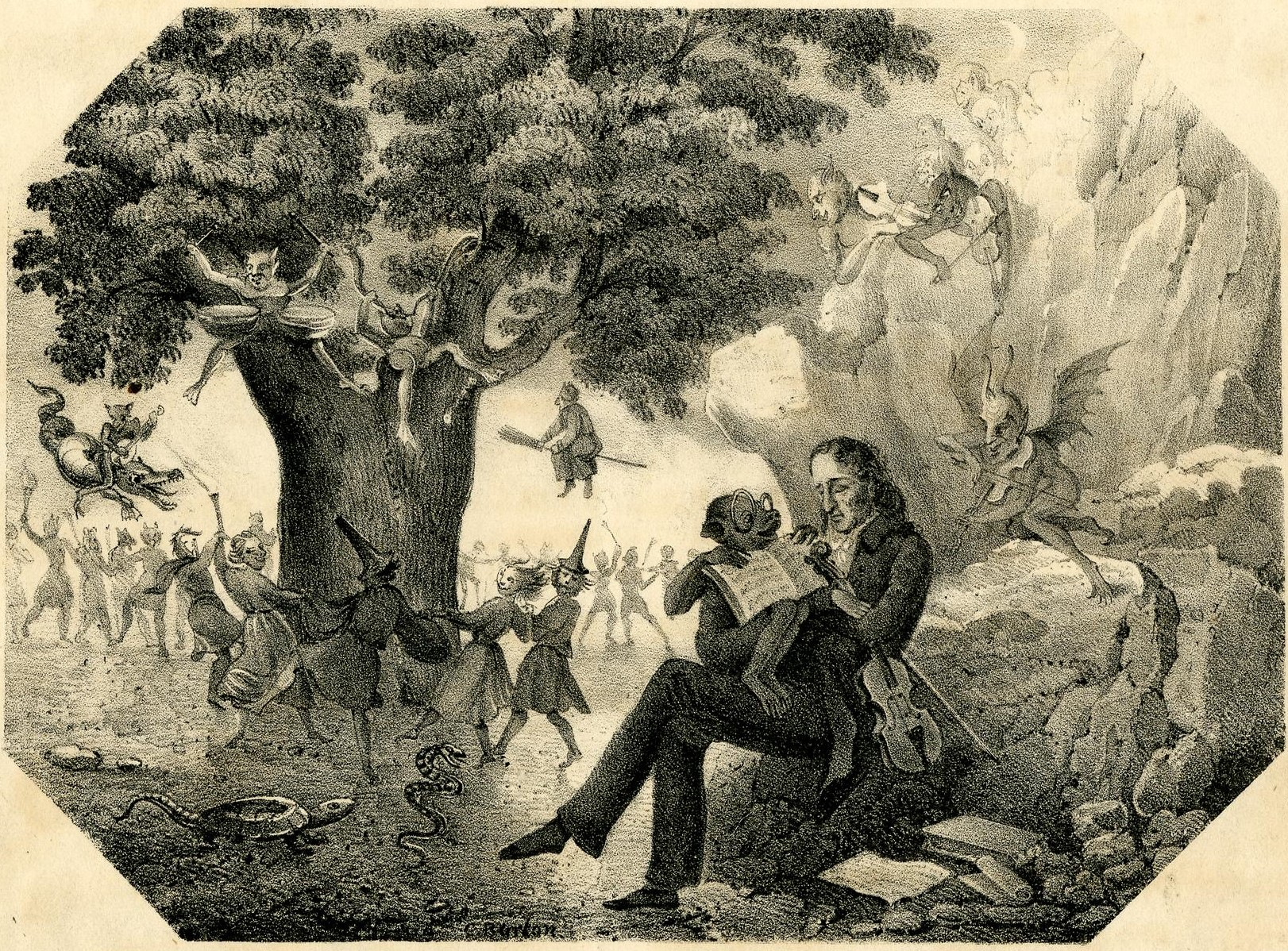
Danza delle streghe intorno al Noce di Benevento, dalla presentazione del Sogno di Paganini, in una locandina per la composizione del celebre musicista denominata Le Streghe (1835)

La celebrazione di riti religiosi pagani, che prevedevano si appendesse al noce una pelle di capro, ha dato vita a varie leggende che si sono perpetuate nei secoli, riguardante cerimonie e rituali magici officiati da streghe in occasione di sabba spesso menzionati nei processi per stregoneria in Italia.

## Storia

### Il culto di Iside
Sin dall'epoca romana si era diffuso per un breve periodo a Benevento il culto di Iside, dea egizia della magia; l'imperatore Domiziano aveva anche fatto erigere un tempio in suo onore. All'interno di questo culto, Iside faceva parte di una sorta di Trimurti, cioè assumeva un triplice aspetto: veniva infatti sincretisticamente identificata anche con Ecate, una dea degli inferi, e con Diana, dea della caccia.
Il culto di Iside sta probabilmente alla base di elementi di paganesimo che perdurarono nei secoli successivi: le caratteristiche di alcune streghe sono infatti ricollegabili a quelle di Ecate, ed inoltre lo stesso nome con cui viene indicata la strega a Benevento, janara, sembra possa derivare da quello di Diana.

### I rituali longobardi
Il protomedico beneventano Pietro Piperno nel suo saggio Della superstitiosa noce di Benevento (1639, traduzione dall'originale in latino De Nuce Maga Beneventana) fa risalire le radici della leggenda delle streghe al VII secolo.
All'epoca Benevento era capitale di un ducato longobardo e gli invasori germanici, pur formalmente convertitisi al cristianesimo (sia ariano che cattolico), non avevano del tutto rinunciato alla loro religione tradizionale pagana. Sotto il duca Romualdo essi adoravano una vipera d'oro (forse alata, o con due teste), che probabilmente aveva qualche relazione con il culto di Iside di cui sopra, dato che la dea era capace di dominare i serpenti.
Cominciarono a svolgere un rito singolare nei pressi del fiume Sabato che i Longobardi erano soliti celebrare in onore di Wotan, padre degli dèi: veniva appesa, ad un albero sacro, la pelle di un caprone. I guerrieri si guadagnavano il favore del dio correndo freneticamente a cavallo attorno all'albero colpendo la pelle con le lance, con l'intento di strapparne brandelli che poi mangiavano.
In questo rituale si può riconoscere la pratica dello Sparagmos, il corpo sacrificato e fatto a pezzi, che diviene pasto rituale dei fedeli per ricongiungersi alla divinità adorata e alla madre terra.

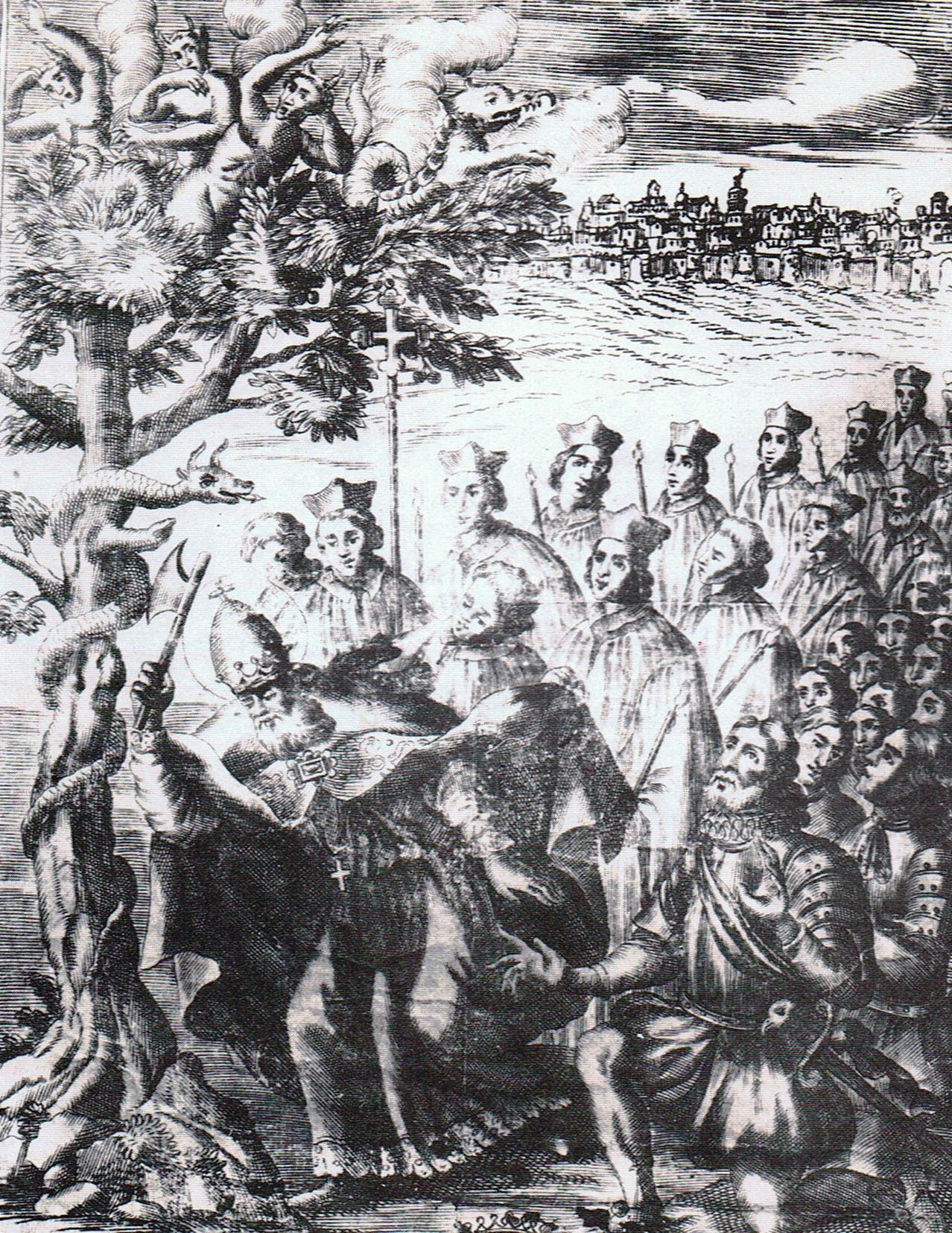
San Barbato abbatte il noce (incisione beneventana del XVIII secolo)

I beneventani cristiani avrebbero collegato questi riti esagitati alle già esistenti credenze riguardanti le streghe: le donne e i guerrieri erano ai loro occhi le lamie, il caprone l'incarnazione del diavolo, le urla riti orgiastici. Un sacerdote di nome Barbato accusò esplicitamente i dominatori longobardi di idolatria. Secondo la leggenda, nel 663 il duca Romualdo, essendo Benevento assediata dalle truppe dell'imperatore bizantino Costante II, promise a Barbato di rinunciare al paganesimo se la città (e il ducato) fossero stati risparmiati.
Costante si ritirò (secondo la leggenda, per grazia divina) e Romualdo fece Barbato vescovo di Benevento. Barbato stesso abbatté l'albero sacro e ne strappò le radici, facendo costruire nel posto una chiesa, chiamata Santa Maria in Voto. Romualdo continuò ad adorare in privato la vipera d'oro, finché la moglie Teodorada la consegnò a Barbato che la fuse ottenendo un calice per l'eucaristia.
Tale leggenda non collima esattamente con i dati storici: nel 663 era duca di Benevento Grimoaldo, mentre Romualdo I sarebbe subentrato al predecessore, divenuto nel frattempo re dei Longobardi, soltanto nel 671; inoltre la moglie di Romualdo I si chiamava Teuderada (Theuderada) e non Teodorada, che era invece la moglie di Ansprando e madre di Liutprando.
In ogni caso Paolo Diacono non fa alcun cenno alla leggenda, né a una presunta fede pagana di Romualdo, molto più probabilmente di credo ariano come il padre Grimoaldo. Le riunioni sotto il noce, uno dei tratti salienti della leggenda delle streghe, provengono quindi molto probabilmente da queste usanze longobarde che si ritrovano anche nelle pratiche di culto di Artemide, la dea greca in parte assimilabile ad Iside, svolte nella Caria.
Nei secoli successivi la leggenda delle streghe prese corpo. A partire dal 1273 tornarono a circolare testimonianze di riunioni stregonesche a Benevento. In base alle dichiarazioni di tale Matteuccia da Todi, processata per stregoneria nel 1428, esse si svolgevano sotto un albero di noce e si credette che fosse l'albero che doveva essere stato abbattuto da San Barbato, forse risorto per opera del demonio. Più tardi, nel XVI secolo, sotto un albero furono rinvenute ossa spolpate di fresco: andava creandosi un'aura di mistero attorno alla faccenda, che diveniva gradualmente più complessa.

## Ubicazione
Secondo le testimonianze delle presunte streghe, il noce doveva essere un albero alto, sempreverde e dalle qualità nocive. Sono svariate le ipotesi sull'ubicazione della Ripa delle Janare, il luogo sulle rive del Sabato dove si sarebbe trovato il noce. La leggenda non esclude che potessero essere più di uno. Pietro Piperno, pur proponendosi di smentire la diceria, inserì nel suo saggio una piantina che indicava una possibile collocazione del rinato noce di San Barbato, nonché della vipera d'oro longobarda, nelle terre del nobile Francesco di Gennaro, dove era stata apposta un'iscrizione per ricordare l'opera del santo.
Altre versioni vogliono il noce posto in una gola detta Stretto di Barba, sulla strada per Avellino, dove si trova un boschetto fiancheggiato da una chiesa abbandonata, o in un'altra località di nome Piano delle Cappelle. Ancora, si parla della scomparsa Torre Pagana, sulla quale fu costruita una cappella dedicata a San Nicola dove il santo avrebbe fatto numerosi miracoli.

## I sabba e i malefici
La leggenda vuole che le streghe, indistinguibili dalle altre donne di giorno, di notte si ungessero le ascelle o il petto con un unguento e spiccassero il volo pronunciando una frase magica, riportata all'inizio della pagina, a cavallo di una scopa di saggina o di un bastone o, secondo delle versioni, in groppa ad un «castrato negro» voltandogli le spalle. Contemporaneamente le streghe diventavano incorporee, spiriti simili al vento: infatti le notti preferite per il volo erano quelle di tempesta. Si credeva inoltre che ci fosse un ponte in particolare dal quale le streghe beneventane erano solite lanciarsi in volo, il quale perciò prese il nome di ponte delle janare, distrutto durante la seconda guerra mondiale.
Ai sabba sotto il noce prendevano parte streghe di varia provenienza. Questi consistevano di banchetti, danze, orge con spiriti e demoni in forma di gatti o caproni, chiamati anche detti giochi di Diana.
Dopo le riunioni le streghe seminavano l'orrore. Si credeva che fossero capaci di causare aborti, di generare deformità nei neonati facendo loro patire atroci sofferenze, sfiorando come una folata di vento i dormienti e che fossero la causa del senso di oppressione sul petto che a volte si avverte stando sdraiati. Si temevano anche alcuni dispetti più "innocenti", per esempio che facessero ritrovare di mattina i cavalli nelle stalle con la criniera intrecciata o sudati per essere stati cavalcati tutta la notte. In alcuni piccoli paesini campani, tra gli anziani circolano ancora voci secondo cui le streghe di Benevento di notte rapiscano i neonati dalle culle per passarseli tra loro, gettandoli sul fuoco, e terminato il gioco, li riportino lì dove li avevano presi.
Le janare, grazie alla loro consistenza incorporea, entravano in casa passando sotto la porta, collegato con un'altra possibile etimologia del termine da ianua, porta. Per questo si era soliti lasciare una scopa o del sale sull'uscio: la strega avrebbe dovuto contare tutti i fili della scopa o i grani di sale prima di entrare, ma nel frattempo sarebbe giunto il giorno e sarebbe stata costretta ad andarsene. I due oggetti hanno un valore simbolico: la scopa è un simbolo fallico contrapposto alla sterilità portata dalla strega, il sale si riconnette con una falsa etimologia alla Salus.

## Proprietà
Alberi sacri a Giove, i noci hanno sempre goduto di particolari attribuzioni: dall'aspetto ambivalente, sia diurno che notturno, erano considerati portatori di un potere curativo, che poteva tuttavia diventare nocivo se non trattato adeguatamente.
Ai suoi frutti erano attribuite qualità arcane, capaci di ridestare impulsi sessuali, per il loro guscio affine alle gonadi maschili; e d'altra parte la loro forma interna ricorda quella del cervello umano, e dunque usati, secondo la dottrina delle segnature, per guarire i mali di testa. Ancora oggi ad esempio il noce è uno dei fiori di Bach, denominato walnut (inglese per "noce").